# Meall a' Bhuiridh
Meall a' Bhuiridh är ett berg i Storbritannien.   Det ligger i kommunen Highland och riksdelen Skottland, i den nordvästra delen av landet, 600 km nordväst om huvudstaden London. Toppen på Meall a' Bhuiridh är 1 108 meter över havet.
Terrängen runt Meall a' Bhuiridh är huvudsakligen kuperad, men österut är den platt.Runt Meall a' Bhuiridh är det mycket glesbefolkat, med 2 invånare per kvadratkilometer. Närmaste större samhälle är Kinlochleven, 13,2 km nordväst om Meall a' Bhuiridh. Trakten runt Meall a' Bhuiridh består i huvudsak av gräsmarker.